# Agromyza alnibetulae
Agromyza alnibetulae este o specie de muște din genul Agromyza, familia Agromyzidae, descrisă de Friedrich Georg Hendel în anul 1931.
Este endemică în Sweden. Conform Catalogue of Life specia Agromyza alnibetulae nu are subspecii cunoscute.